# 沈大平
沈大平（1941年4月7日—），韓國政治家，國民中心黨之現任主席。他出生於忠清南道公州，畢業於首爾大學商學院經濟學系。後來通過行政考試擔任公職，曾擔任青瓦台總統司正秘書、民政秘書，也曾在國務總理室擔任要職。他也曾經被派任大田市市長與忠清南道知事等職務。
1995年，他代表自由民主聯合當選第一屆民選忠清南道知事，並連任一次至2006年。2007年4月25日代表國民中心黨當選第17屆國會議員的補選。他也代表國民中心黨參加2007年大韓民國總統選舉，但在選前的12月3日，他宣布退選，並支持獨立參選的李會昌。

## 外部連結
- 沈大平個人網頁
- 2007韩国总统大选候选人：沈大平 （页面存档备份，存于）